# 30 март
30 март е 89-ият ден в годината според григорианския календар (90-и през високосна година). Остават 276 дни до края на годината.

## Събития
- 240 г. пр.н.е. – Описано е първото наблюдение на Халеевата комета.

- 1794 г. – Жорж Дантон, Камил Демулен и техни последователи са задържани в заговор за преврат и сваляне на правителството.
- 1814 г. – Армиите от Шестата коалиция по време на Наполеоновите войни навлизат в Париж.
- 1814 г. – в Амстердам е коронясан първият крал на Нидерландия Вилхелм I.
- 1842 г. – Доктор Кроуфърд Лонг използва за първи път анестезия при извършване на хирургична операция.

- 1856 г. – Подписан е Парижкият договор, с който се слага край на Кримската война.
- 1858 г. – Хаймън Липман патентова молив с прикрепена към него канцеларска гума.
- 1867 г. – Основана е Австро-Унгария, в резултат на реформата на Австрийската империя.
- 1905 г. – Президентът на САЩ Теодор Рузвелт е помолен да посредничи за прекратяването на Руско-японската война.
- 1909 г. – Открит е за експлоатация мостът, свързващ кварталите Манхатън и Куинс в Ню Йорк.
- 1912 г. – Мароканският султан Абделхафид подписва договор, съгласно който Мароко става протекторат на Франция.
- 1914 г. – В Англия стачкуват 100 000 йоркширски миньори.
- 1922 г. – Със заповед на военния министър Константин Томов е учреден почетен знак За спасяване на знаме, носи се отдясно на гърди, отсечени са само 100 знака.
- 1930 г. – Учредена е прокомунистическата организация Български общ народен студентски съюз (БОНС).
- 1940 г. – Япония обявява Нанцзин за столица на марионетното китайско правителство.
- 1944 г. – Втората световна война: Англо-американската авиация бомбардира София, Враца, Лом и Фердинанд (дн. Монтана). В операцията участват 600 самолета.
- 1945 г. – Втората световна война: Съветската армия, с участие на съюзническите армии от България, Югославия, Румъния и Полша, навлиза в Австрия и завладява Виена, а на север – освобождава Гданск.
- 1946 г. – Церемонията по връчване на наградите Оскар за първи път се предава по радиото.
- 1954 г. – В Торонто е открито първото канадско метро.
- 1968 г. – Ген. Лудвик Свобода става президент на Чехословакия.
- 1981 г. – При покушение във Вашингтон американският президент Роналд Рейгън е ранен в гърдите от 25-годишния Джон Хинкли.
- 1983 г. – В Гърция е официално приет закон за 5-дневна работна седмица и 8-часов работен ден.
- 1983 г. – НС приема Закон за допитване до народа (референдум).
- 2006 г. – Маркос Понтес става първият бразилски и лузофонски космонавт, излитайки с руския космически кораб Союз.

## Родени
- 1326 г. – Иван II, велик княз на Владимирско-Суздалското княжество († 1359 г.)
- 1432 г. – Мехмед II Завоевателя, султан на Османската империя († 1481 г.)
- 1746 г. – Франсиско Гоя, испански художник († 1828 г.)
- 1811 г. – Роберт Бунзен, немски химик и откривател († 1899 г.)
- 1844 г. – Пол Верлен, френски поет († 1896 г.)
- 1853 г. – Винсент ван Гог, холандски художник († 1890 г.)
- 1864 г. – Франц Опенхаймер, германски социолог († 1943 г.)
- 1868 г. – Коломан Мозер, австрийски художник, декоратор и дизайнер († 1918 г.)
- 1870 г. – Иван Кепов, български историк († 1938 г.)
- 1873 г. – Макс Шублие, френски дипломат и историк († 1933 г.)
- 1879 г. – Ст. Л. Костов, български писател и драматург († 1939 г.)
- 1880 г. – Шон О'Кейси, ирландски писател († 1964 г.)
- 1882 г. – Мелани Клайн, австрийско-британска психоаналитичка († 1960 г.)
- 1892 г. – Боян Урумов, български генерал († 1960 г.)
- 1892 г. – Стефан Банах, полски математик († 1945 г.)
- 1894 г. – Сергей Илюшин, руски конструктор на самолети († 1977 г.)
- 1895 г. – Йордан Кръчмаров, български скулптор († 1980 г.)
- 1908 г. – Любен Тонев, български архитект († 2001 г.)
- 1910 г. – Юзеф Марчинкевич, полски математик († 1940 г.)
- 1922 г. – Кунка Баева, българска актриса († 2007 г.)
- 1922 г. – Турхан Бей, турски актьор 2012
- 1926 г. – Ингвар Кампрад, шведски предприемач († 2018 г.)
- 1927 г. – Иван Радоев, български писател († 1994 г.)
- 1933 г. – Борис Карадимчев, български композитор († 2014 г.)
- 1937 г. – Уорън Бийти, американски актьор и режисьор
- 1939 г. – Кристине Волтер, немска писателка и преводачка
- 1940 г. – Уве Тим, немски писател
- 1945 г. – Ерик Клептън, британски китарист
- 1946 г. – Иван Бориславов, български поет († 2011 г.)
- 1948 г. – Еди Джордан, ирландски автомобилен състезател
- 1950 г. – Дейвид Дженсън, британски актьор
- 1951 г. – Петър Великов, български шахматист
- 1960 г. – Пламен Липенски, български футболист
- 1962 г. – Ем Си Хамър, американски рап изпълнител
- 1962 г. – Йордан Матеев, български писател
- 1964 г. – Трейси Чапмън, американска певица и текстописец
- 1966 г. – Ефстратиос Гривас, гръцки шахматист
- 1968 г. – Селин Дион, канадска певица
- 1972 г. – Карел Поборски, чешки футболист
- 1973 г. – Адам Голдстейн, американски диджей († 2009 г.)
- 1979 г. – Марио Метушев, български футболист
- 1986 г. – Серхио Рамос, испански футболист

## Починали
- 1707 г. – Себастиан дьо Вобан, френски военен инженер (* 1633 г.)
- 1774 г. – Каролина фон Пфалц-Цвайбрюкен, ландграфиня на Хесен-Дармщат (* 1721 г.)
- 1783 г. – Уилям Хънтър, шотландски анатом (* 1718 г.)
- 1912 г. – Карл Май, германски писател (* 1842 г.)
- 1925 г. – Рудолф Щайнер, австрийски философ и учен (* 1861 г.)
- 1937 г. – Никола Димков, български общественик (* 1859 г.)
- 1941 г. – Васил Кутинчев, български генерал (* 1867 г.)
- 1944 г. – Върбан Генчев, български партизанин и деец на БРП, политкомисар на Горнооряховски партизански отряд (* 1918 г.)
- 1945 г. – Боян Секулов, български писател (* 1882 г.)
- 1950 г. – Леон Блум, министър-председател на Франция (* 1872 г.)
- 1954 г. – Иван Дипчев, български военен деец (* 1885 г.)
- 1954 г. – Йоахим Лемелсен, немски генерал (* 1888 г.)
- 1965 г. – Филип Хенч, американски физик, нобелов лауреат през 1950 г. (* 1896 г.)
- 1966 г. – Максфийлд Париш, американски художник (* 1966 г.)
- 1970 г. – Густав Брюнинг, германски канцлер (* 1885 г.)
- 1978 г. – Димитър Попниколов, български революционер (* 1880 г.)
- 1986 г. – Джеймс Кагни, американски актьор (* 1899 г.)
- 1991 г. – Никола Тодев, български актьор (* 1928 г.)
- 2002 г. – Елизабет Боуз-Лайън, кралицата-майка на Елизабет II (* 1900 г.)
- 2005 г. – Емил Димитров, български поп певец (* 1940 г.)
- 2007 г. – Банко Банков, български актьор (* 1941 г.)
- 2010 г. – Елена Стефанова, българска актриса (* 1916 г.)

## Празници
- Барселона (Испания) – Ден на цветята
- България – Празник на ПУ „Паисий Хилендарски“ (от 1973)
- Палестина – Ден на Земята:, арабски: يوم الأرض‎, Йом ал-Ард; иврит: יום האדמה‎, Йом Ха'адама), в памет на манифестацията от 1976 срещу окупацията и конфискацията на земи
- САЩ – Национален ден на лекарите (Червеният карамфил е символ на този празник, 1990 г.)
- Тринидад и Тобаго – Ден на баптистите